# 2009–2010-es női EHF-kupagyőztesek Európa-kupája
A 2009–2010-es női EHF-kupagyőztesek Európa-kupája az európai női kézilabda-klubcsapatok második legrangosabb kupasorozatának 34. kiírása volt. Ide azok a csapatok jutottak be, amelyek hazájuk bajnokságában a negyedik helyen végeztek.

## Lebonyolítás
A sorozat öt fordulóból áll, a döntővel együtt. Mindegyik fordulóban oda-visszavágós rendszerben mérkőztek a csapatok.

## Harmadik kör
| 1. csapat                  | Össz. | 2. csapat               | 1. mérk. | 2. mérk. |
| -------------------------- | ----- | ----------------------- | -------- | -------- |
| ITC Ceramiche Salerno      | 46–67 | KIF Vejen               | 18–33    | 28–34    |
| CDES Gil Eanes             | 49–74 | VfL Oldenburg           | 25–38    | 24–36    |
| SPONO Nottwil Handball     | 42–62 | HC Lada                 | 19–30    | 23–32    |
| Storhamar Handball         | 85–33 | Panellinios Lefkosias   | 45–15    | 40–18    |
| ABU Baku                   | 50–74 | Mios Biganos Handball   | 26–35    | 24–39    |
| DVSC-Aquaticum             | 67–52 | DHK ZORA Olomouc        | 39–27    | 28–25    |
| Üsküdar B. S. K.           | 62–58 | Akaba Bera Bera         | 32–26    | 30–32    |
| O.F.N. Ionias              | 38–50 | Kiddy World SEW         | 24–24    | 14–26    |
| FC Midtjylland Handball    | 59–29 | KHF Prishtina           | 33–15    | 26–14    |
| IUVENTA Michalovce         | 51–59 | MKS "Zaglebie" Lubin    | 27–27    | 24–32    |
| H.C. "Dunărea" Brăila      | 75–31 | ZRK Vardar Osiguruvanje | 20–37    | 13–47    |
| SSV "VEG" Dornbirn Schoren | 49–69 | HC Naisa-Nis            | 26–36    | 26–33    |

| 2009. november 7. 18:30 | ITC Ceramiche Salerno | 18 – 33     | KIF Vejen | Salerno Nézőszám: 200 Játékvezetők: Erdogan, Özdeniz (törökök) |
| 2009. november 7. 18:30 | Vijunaite 7           | (10 – 19)   | Fons 8    | Salerno Nézőszám: 200 Játékvezetők: Erdogan, Özdeniz (törökök) |
| 2009. november 7. 18:30 | 1× 3×                 | Jegyzőkönyv | 2× 3×     | Salerno Nézőszám: 200 Játékvezetők: Erdogan, Özdeniz (törökök) |

| 2009. november 8. 18:30 | KIF Vejen | 34 – 28     | ITC Ceramiche Salerno | Salerno Nézőszám: 100 Játékvezetők: Erdogan, Özdeniz (törökök) |
| 2009. november 8. 18:30 | Fons 7    | (15 – 12)   | Ettaqui 8             | Salerno Nézőszám: 100 Játékvezetők: Erdogan, Özdeniz (törökök) |
| 2009. november 8. 18:30 | 3×        | Jegyzőkönyv | 2×                    | Salerno Nézőszám: 100 Játékvezetők: Erdogan, Özdeniz (törökök) |

| 2009. október 31. 17:00 | CDES Gil Eanes | 25 – 38     | VfL Oldenburg | Lagos Nézőszám: 600 Játékvezetők: Andorka, Hucker (magyarok) |
| 2009. október 31. 17:00 | Seabra 11      | (13 – 17)   | Kethorn 9     | Lagos Nézőszám: 600 Játékvezetők: Andorka, Hucker (magyarok) |
| 2009. október 31. 17:00 | 3× 3×          | Jegyzőkönyv | 4× 2×         | Lagos Nézőszám: 600 Játékvezetők: Andorka, Hucker (magyarok) |

| 2009. november 7. 16:30 | VfL Oldenburg | 36 – 24     | CDES Gil Eanes        | Oldenburg Nézőszám: 420 Játékvezetők: Harabagiu, Stănescu (románok) |
| 2009. november 7. 16:30 | Schirmer 8    | (21 – 12)   | Afonseca, Fernandes 4 | Oldenburg Nézőszám: 420 Játékvezetők: Harabagiu, Stănescu (románok) |
| 2009. november 7. 16:30 | 2× 2×         | Jegyzőkönyv | 5× 3×                 | Oldenburg Nézőszám: 420 Játékvezetők: Harabagiu, Stănescu (románok) |

| 2009. november 7. 19:00 | SPONO Nottwil Handball | 19 – 30     | HC Lada           | Nottwil Nézőszám: 300 Játékvezetők: Van de Beek, Egberts (hollandok) |
| 2009. november 7. 19:00 | Häfliger 9             | (10 – 17)   | Chernoivanenko 10 | Nottwil Nézőszám: 300 Játékvezetők: Van de Beek, Egberts (hollandok) |
| 2009. november 7. 19:00 | 2× 1×                  | Jegyzőkönyv | 5× 2×             | Nottwil Nézőszám: 300 Játékvezetők: Van de Beek, Egberts (hollandok) |

| 2009. november 8. 19:00 | HC Lada    | 32 – 23     | SPONO Nottwil Handball | Nottwil Nézőszám: 300 Játékvezetők: Van de Beek, Egberts (hollandok) |
| 2009. november 8. 19:00 | Postnova 8 | (16 – 11)   | Häfliger 6             | Nottwil Nézőszám: 300 Játékvezetők: Van de Beek, Egberts (hollandok) |
| 2009. november 8. 19:00 | 6× 3×      | Jegyzőkönyv | 2× 2×                  | Nottwil Nézőszám: 300 Játékvezetők: Van de Beek, Egberts (hollandok) |

| 2009. október 31. 15:00 | Storhamar Handball   | 45 – 15     | Panellinios Lefkosias | Hamar Nézőszám: 300 Játékvezetők: Jaskins, Zabko (lettek) |
| 2009. október 31. 15:00 | Jakobsen, Johansen 7 | (20 – 7)    | Ciobotaru 6           | Hamar Nézőszám: 300 Játékvezetők: Jaskins, Zabko (lettek) |
| 2009. október 31. 15:00 | 3×                   | Jegyzőkönyv | 5× 2×                 | Hamar Nézőszám: 300 Játékvezetők: Jaskins, Zabko (lettek) |

| 2009. november 7. 18:00 | Panellinios Lefkosias | 18 – 40     | Storhamar Handball | Nicosia Nézőszám: 200 Játékvezetők: Crnojević, Radić (horvátok) |
| 2009. november 7. 18:00 | Andreou 6             | (9 – 19)    | Loke 10            | Nicosia Nézőszám: 200 Játékvezetők: Crnojević, Radić (horvátok) |
| 2009. november 7. 18:00 | 2× 3×                 | Jegyzőkönyv | 3× 2×              | Nicosia Nézőszám: 200 Játékvezetők: Crnojević, Radić (horvátok) |

| 2009. november 6. 19:30 | ABU Baku                      | 26 – 35     | Mios Biganos Handball | La Teste de Buch Nézőszám: 600 Játékvezetők: Lah, Sok (szlovénok) |
| 2009. november 6. 19:30 | Gasimova, Jafarova Hamidova 6 | (16 – 17)   | Zuccaro 9             | La Teste de Buch Nézőszám: 600 Játékvezetők: Lah, Sok (szlovénok) |
| 2009. november 6. 19:30 | 2× 3×                         | Jegyzőkönyv | 4× 3×                 | La Teste de Buch Nézőszám: 600 Játékvezetők: Lah, Sok (szlovénok) |

| 2009. november 8. 17:00 | Mios Biganos Handball | 39 – 24     | ABU Baku    | La Teste de Buch Nézőszám: 800 Játékvezetők: Lah, Sok (szlovénok) |
| 2009. november 8. 17:00 | Borg 8                | (17 – 13)   | Deryabina 5 | La Teste de Buch Nézőszám: 800 Játékvezetők: Lah, Sok (szlovénok) |
| 2009. november 8. 17:00 | 4× 3×                 | Jegyzőkönyv | 1× 3×       | La Teste de Buch Nézőszám: 800 Játékvezetők: Lah, Sok (szlovénok) |

| 2009. november 1. 18:00 | DVSC-Aquaticum | 39 – 27     | DHK ZORA Olomouc | Debrecen Nézőszám: 800 Játékvezetők: Naumovski, Cavdarov (macedónok) |
| 2009. november 1. 18:00 | Bulath 12      | (20 – 14)   | Polásková 8      | Debrecen Nézőszám: 800 Játékvezetők: Naumovski, Cavdarov (macedónok) |
| 2009. november 1. 18:00 | 3× 3×          | Jegyzőkönyv | 6× 3×            | Debrecen Nézőszám: 800 Játékvezetők: Naumovski, Cavdarov (macedónok) |

| 2009. november 8. 16:00 | DHK ZORA Olomouc              | 25 – 28     | DVSC-Aquaticum | Olmütz Nézőszám: 1000 Játékvezetők: Guseva, Vartanyan (oroszok) |
| 2009. november 8. 16:00 | Hrbkova, Paskova, Tomeckova 4 | (12 – 17)   | Borbás 5       | Olmütz Nézőszám: 1000 Játékvezetők: Guseva, Vartanyan (oroszok) |
| 2009. november 8. 16:00 | 1× 3×                         | Jegyzőkönyv | 3× 3×          | Olmütz Nézőszám: 1000 Játékvezetők: Guseva, Vartanyan (oroszok) |

| 2009. november 1. 18:00 | Üsküdar B. S. K. | 32 – 26     | Akaba Bera Bera | Isztambul Nézőszám: 500 Játékvezetők: Mishchuk, Rozhkov (ukránok) |
| 2009. november 1. 18:00 | Yilmaz 8         | (17 – 11)   | Lopez Quiros 6  | Isztambul Nézőszám: 500 Játékvezetők: Mishchuk, Rozhkov (ukránok) |
| 2009. november 1. 18:00 | 10× 3×           | Jegyzőkönyv | 4× 3× 1×        | Isztambul Nézőszám: 500 Játékvezetők: Mishchuk, Rozhkov (ukránok) |

| 2009. november 7. 18:00 | Akaba Bera Bera           | 32 – 30     | Üsküdar B. S. K. | Donostia-San Sebastián Nézőszám: 500 Játékvezetők: Van Dijk, Wijtenburg (hollandok) |
| 2009. november 7. 18:00 | Ziarsolo Areitiouartena 7 | (13 – 14)   | Amorim, Yilmaz 6 | Donostia-San Sebastián Nézőszám: 500 Játékvezetők: Van Dijk, Wijtenburg (hollandok) |
| 2009. november 7. 18:00 | 3× 3×                     | Jegyzőkönyv | 8× 2×            | Donostia-San Sebastián Nézőszám: 500 Játékvezetők: Van Dijk, Wijtenburg (hollandok) |

| 2009. október 31. 18:00 | O.F.N. Ionias | 24 – 24     | Kiddy World SEW | Athén Nézőszám: 400 Játékvezetők: Scevola, Alperan (olaszok) |
| 2009. október 31. 18:00 | Botsman 8     | (13 – 11)   | Van Rijn 6      | Athén Nézőszám: 400 Játékvezetők: Scevola, Alperan (olaszok) |
| 2009. október 31. 18:00 | 5× 3×         | Jegyzőkönyv | 3× 3×           | Athén Nézőszám: 400 Játékvezetők: Scevola, Alperan (olaszok) |

| 2009. november 7. 18:00 | Kiddy World SEW | 26 – 14     | O.F.N. Ionias | Wognum Nézőszám: 600 Játékvezetők: Samuelsen, Hansen (feröeriek) |
| 2009. november 7. 18:00 | Wenker 6        | (11 – 9)    | Shlyakhova 6  | Wognum Nézőszám: 600 Játékvezetők: Samuelsen, Hansen (feröeriek) |
| 2009. november 7. 18:00 | 2× 3×           | Jegyzőkönyv | 4× 2×         | Wognum Nézőszám: 600 Játékvezetők: Samuelsen, Hansen (feröeriek) |

| 2009. október 31. 15:00 | FC Midtjylland Handball | 33 – 15     | KHF Prishtina | Ikast Nézőszám: 800 Játékvezetők: Riga, Thomassen (belgák) |
| 2009. október 31. 15:00 | Blanco 7                | (17 – 8)    | Xhemaili 6    | Ikast Nézőszám: 800 Játékvezetők: Riga, Thomassen (belgák) |
| 2009. október 31. 15:00 | 2× 2×                   | Jegyzőkönyv | 6× 3×         | Ikast Nézőszám: 800 Játékvezetők: Riga, Thomassen (belgák) |

| 2009. november 7. 18:30 | KHF Prishtina           | 14 – 26     | FC Midtjylland Handball | Pristina Nézőszám: 1500 Játékvezetők: Ilieva, Karbeska (macedónok) |
| 2009. november 7. 18:30 | Hasani, Hoxha, Hyseni 4 | (6 – 10)    | Nostvold 6              | Pristina Nézőszám: 1500 Játékvezetők: Ilieva, Karbeska (macedónok) |
| 2009. november 7. 18:30 | 2× 2×                   | Jegyzőkönyv | 2× 3×                   | Pristina Nézőszám: 1500 Játékvezetők: Ilieva, Karbeska (macedónok) |

| 2009. október 31. 18:00 | IUVENTA Michalovce | 27 – 27     | MKS "Zaglebie" Lubin        | Nagymihály Nézőszám: 1700 Játékvezetők: Lovrić, Petković (horvátok) |
| 2009. október 31. 18:00 | Obsatnikova 7      | (16 – 15)   | Byzdra, Pielesz, Semeniuk 6 | Nagymihály Nézőszám: 1700 Játékvezetők: Lovrić, Petković (horvátok) |
| 2009. október 31. 18:00 | 3×                 | Jegyzőkönyv | 2× 3×                       | Nagymihály Nézőszám: 1700 Játékvezetők: Lovrić, Petković (horvátok) |

| 2009. november 8. 16:00 | MKS "Zaglebie" Lubin | 32 – 24     | IUVENTA Michalovce | Lubin Nézőszám: 400 Játékvezetők: Marić, Masić (szerbek) |
| 2009. november 8. 16:00 | Semeniuk 8           | (17 – 12)   | Shklaryk 7         | Lubin Nézőszám: 400 Játékvezetők: Marić, Masić (szerbek) |
| 2009. november 8. 16:00 | 7× 3×                | Jegyzőkönyv | 4× 3×              | Lubin Nézőszám: 400 Játékvezetők: Marić, Masić (szerbek) |

| 2009. november 7. 11:00 | H.C. "Dunărea" Brăila | 37 – 16     | ZRK Vardar Osiguruvanje | Brăila Nézőszám: 1000 Játékvezetők: Rakytina, Tkachuk (ukránok) |
| 2009. november 7. 11:00 | Moldovan 8            | (22 – 8)    | Canevska 4              | Brăila Nézőszám: 1000 Játékvezetők: Rakytina, Tkachuk (ukránok) |
| 2009. november 7. 11:00 | 2× 3×                 | Jegyzőkönyv | 4× 2× 1×                | Brăila Nézőszám: 1000 Játékvezetők: Rakytina, Tkachuk (ukránok) |

| 2009. november 8. 11:00 | ZRK Vardar Osiguruvanje | 15 – 38     | H.C. "Dunărea" Brăila | Brăila Nézőszám: 1200 Játékvezetők: Rakytina, Tkachuk (ukránok) |
| 2009. november 8. 11:00 | Janeska 5               | (5 – 20)    | Adespii Molnar 7      | Brăila Nézőszám: 1200 Játékvezetők: Rakytina, Tkachuk (ukránok) |
| 2009. november 8. 11:00 | 2× 2×                   | Jegyzőkönyv | 3×                    | Brăila Nézőszám: 1200 Játékvezetők: Rakytina, Tkachuk (ukránok) |

| 2009. október 31. 18:00 | SSV "VEG" Dornbirn Schoren | 23 – 36     | HC Naisa-Nis | Dornbirn Nézőszám: 800 Játékvezetők: Tzaferopoulos, Bethmann (görögök) |
| 2009. október 31. 18:00 | Gajevska, Maier, Rauch 4   | (7 – 18)    | Tašić 6      | Dornbirn Nézőszám: 800 Játékvezetők: Tzaferopoulos, Bethmann (görögök) |
| 2009. október 31. 18:00 | 3× 3×                      | Jegyzőkönyv | 5× 3×        | Dornbirn Nézőszám: 800 Játékvezetők: Tzaferopoulos, Bethmann (görögök) |

| 2009. november 1. 12:00 | HC Naisa-Nis | 33 – 26     | SSV "VEG" Dornbirn Schoren | Dornbirn Nézőszám: 200 Játékvezetők: Tzaferopoulos, Bethmann (görögök) |
| 2009. november 1. 12:00 | Koperec 4    | (17 – 10)   | Maier 6                    | Dornbirn Nézőszám: 200 Játékvezetők: Tzaferopoulos, Bethmann (görögök) |
| 2009. november 1. 12:00 | 3× 2×        | Jegyzőkönyv | 4× 3×                      | Dornbirn Nézőszám: 200 Játékvezetők: Tzaferopoulos, Bethmann (görögök) |

## Negyedik kör
| 1. csapat               | Össz.       | 2. csapat             | 1. mérk. | 2. mérk. |
| ----------------------- | ----------- | --------------------- | -------- | -------- |
| KIF Vejen               | 47–36       | HC Lada               | 26–15    | 21–21    |
| Budućnost T-Mobile      | 48–47       | DVSC-Korvex           | 28–20    | 20–27    |
| Storhamar Handball      | 77–66       | Mios Biganos Handball | 35–31    | 42–35    |
| H.C. "Dunărea" Brăila   | 50–62       | VfL Oldenburg         | 29–32    | 21–30    |
| FC Midtjylland Handball | 48–56       | Zvezda Zvenigorod     | 27–24    | 21–32    |
| Metz Handball           | 72–46       | Kiddy World SEW       | 41–18    | 31–28    |
| MKS "Zaglebie" Lubin    | 48–61       | Byasen HE             | 26–30    | 22–31    |
| Üsküdar B. S. K.        | 43–43 (ig.) | HC Naisa-Nis          | 24–27    | 19–16    |

| 2010. február 7. 16:00 | KIF Vejen | 26 – 15     | HC Lada                             | Vejen Nézőszám: 800 Játékvezetők: Opava, Valek (csehek) |
| 2010. február 7. 16:00 | Visser 6  | (15 – 10)   | Chernoivanenko, Gruzdeva, Klimova 3 | Vejen Nézőszám: 800 Játékvezetők: Opava, Valek (csehek) |
| 2010. február 7. 16:00 | 4× 3×     | Jegyzőkönyv | 4× 2× 1×                            | Vejen Nézőszám: 800 Játékvezetők: Opava, Valek (csehek) |

| 2010. február 13. 17:00 | HC Lada          | 21 – 21     | KIF Vejen    | Togljatti Nézőszám: 700 Játékvezetők: Horváth, Márton (magyarok) |
| 2010. február 13. 17:00 | Chernoivanenko 6 | (12 – 14)   | Björndalen 8 | Togljatti Nézőszám: 700 Játékvezetők: Horváth, Márton (magyarok) |
| 2010. február 13. 17:00 | 5× 3×            | Jegyzőkönyv | 4× 3×        | Togljatti Nézőszám: 700 Játékvezetők: Horváth, Márton (magyarok) |

| 2010. február 6. 20:00 | Budućnost T-Mobile | 28 – 20     | DVSC-Korvex | Podgorica Nézőszám: 3500 Játékvezetők: Skruzny, Kavulic (cseh, szlovák) |
| 2010. február 6. 20:00 | Jovanović 7        | (14 – 9)    | Bulath 6    | Podgorica Nézőszám: 3500 Játékvezetők: Skruzny, Kavulic (cseh, szlovák) |
| 2010. február 6. 20:00 | 4× 2×              | Jegyzőkönyv | 4× 2×       | Podgorica Nézőszám: 3500 Játékvezetők: Skruzny, Kavulic (cseh, szlovák) |

| 2010. február 14. 18:00 | DVSC-Korvex | 27 – 20     | Budućnost T-Mobile | Debrecen Nézőszám: 1600 Játékvezetők: Repensek, Pozeznik (szlovénok) |
| 2010. február 14. 18:00 | Bognár 6    | (14 – 10)   | Bulatović 5        | Debrecen Nézőszám: 1600 Játékvezetők: Repensek, Pozeznik (szlovénok) |
| 2010. február 14. 18:00 | 3× 3×       | Jegyzőkönyv | 5× 3×              | Debrecen Nézőszám: 1600 Játékvezetők: Repensek, Pozeznik (szlovénok) |

| 2010. február 6. 16:00 | Storhamar Handball | 35 – 31     | Mios Biganos Handball | Hamar Nézőszám: 300 Játékvezetők: Liachovicius, Gecevicius (litvánok) |
| 2010. február 6. 16:00 | Loke 11            | (17 – 14)   | Ciavatti-Boukili 7    | Hamar Nézőszám: 300 Játékvezetők: Liachovicius, Gecevicius (litvánok) |
| 2010. február 6. 16:00 | 2× 3×              | Jegyzőkönyv | 2× 3×                 | Hamar Nézőszám: 300 Játékvezetők: Liachovicius, Gecevicius (litvánok) |

| 2010. február 14. 17:00 | Mios Biganos Handball | 35 – 42     | Storhamar Handball | La Teste de Buch Nézőszám: 1000 Játékvezetők: Di Domenico, Fornasier (olaszok) |
| 2010. február 14. 17:00 | Borg, Zuccaro 10      | (14 – 20)   | Sundmoen 11        | La Teste de Buch Nézőszám: 1000 Játékvezetők: Di Domenico, Fornasier (olaszok) |
| 2010. február 14. 17:00 | 2× 2×                 | Jegyzőkönyv | 7× 2×              | La Teste de Buch Nézőszám: 1000 Játékvezetők: Di Domenico, Fornasier (olaszok) |

| 2010. február 6. 11:00 | H.C. "Dunărea" Brăila | 29 – 32     | VfL Oldenburg    | Brăila Nézőszám: 2000 Játékvezetők: Rakytina, Tkachuk (ukránok) |
| 2010. február 6. 11:00 | Jenőfi 12             | (13 – 17)   | Geschke, Wenzl 7 | Brăila Nézőszám: 2000 Játékvezetők: Rakytina, Tkachuk (ukránok) |
| 2010. február 6. 11:00 | 4× 3×                 | Jegyzőkönyv | 2× 3×            | Brăila Nézőszám: 2000 Játékvezetők: Rakytina, Tkachuk (ukránok) |

| 2010. február 14. 16:00 | VfL Oldenburg | 30 – 21     | H.C. "Dunărea" Brăila | Oldenburg Nézőszám: 1800 Játékvezetők: Lythje, Christiansen (dánok) |
| 2010. február 14. 16:00 | Geschke 7     | (13 – 12)   | Moldovan 8            | Oldenburg Nézőszám: 1800 Játékvezetők: Lythje, Christiansen (dánok) |
| 2010. február 14. 16:00 | 5× 2×         | Jegyzőkönyv | 4× 3×                 | Oldenburg Nézőszám: 1800 Játékvezetők: Lythje, Christiansen (dánok) |

| 2010. február 6. 15:00 | FC Midtjylland Handball | 27 – 24     | Zvezda Zvenigorod | Ikast Nézőszám: 1400 Játékvezetők: Bonaventura, Bonaventura (franciák) |
| 2010. február 6. 15:00 | Troelsen 7              | (15 – 12)   | Postnova 8        | Ikast Nézőszám: 1400 Játékvezetők: Bonaventura, Bonaventura (franciák) |
| 2010. február 6. 15:00 | 1× 3×                   | Jegyzőkönyv | 4× 3×             | Ikast Nézőszám: 1400 Játékvezetők: Bonaventura, Bonaventura (franciák) |

| 2010. február 13. 17:00 | Zvezda Zvenigorod | 32 – 21     | FC Midtjylland Handball | Zvenyigorod Nézőszám: 1000 Játékvezetők: Florescu, Duta (románok) |
| 2010. február 13. 17:00 | Polenova 9        | (15 – 11)   | Hammerseng 6            | Zvenyigorod Nézőszám: 1000 Játékvezetők: Florescu, Duta (románok) |
| 2010. február 13. 17:00 | 3× 2×             | Jegyzőkönyv | 3× 3×                   | Zvenyigorod Nézőszám: 1000 Játékvezetők: Florescu, Duta (románok) |

| 2010. február 6. 20:00 | Metz Handball | 41 – 18     | Kiddy World SEW | Metz Nézőszám: 2600 Játékvezetők: Sirbu, Suponicov (moldávok) |
| 2010. február 6. 20:00 | Piejos 8      | (23 – 11)   | Wenker 4        | Metz Nézőszám: 2600 Játékvezetők: Sirbu, Suponicov (moldávok) |
| 2010. február 6. 20:00 | 2×            | Jegyzőkönyv | 4× 3×           | Metz Nézőszám: 2600 Játékvezetők: Sirbu, Suponicov (moldávok) |

| 2010. február 13. 18:00 | Kiddy World SEW        | 28 – 31     | Metz Handball | Wognum Nézőszám: 500 Játékvezetők: Malasinskas, Grigalionis (litvánok) |
| 2010. február 13. 18:00 | Kamp, Van der Moolen 5 | (16 – 19)   | Kysucanova 6  | Wognum Nézőszám: 500 Játékvezetők: Malasinskas, Grigalionis (litvánok) |
| 2010. február 13. 18:00 | 2× 3×                  | Jegyzőkönyv | 4× 3×         | Wognum Nézőszám: 500 Játékvezetők: Malasinskas, Grigalionis (litvánok) |

| 2010. február 7. 17:00 | MKS "Zaglebie" Lubin | 26 – 30     | Byasen HE | Lubin Nézőszám: 500 Játékvezetők: Nabokau, Kulik (fehéroroszok) |
| 2010. február 7. 17:00 | Bader 7              | (14 – 17)   | Toumi 9   | Lubin Nézőszám: 500 Játékvezetők: Nabokau, Kulik (fehéroroszok) |
| 2010. február 7. 17:00 | 4× 3×                | Jegyzőkönyv | 2× 3×     | Lubin Nézőszám: 500 Játékvezetők: Nabokau, Kulik (fehéroroszok) |

| 2010. február 14. 17:00 | Byasen HE  | 31 – 22     | MKS "Zaglebie" Lubin | Trondheim Nézőszám: 700 Játékvezetők: Leyder, Jung (luxemburgiak) |
| 2010. február 14. 17:00 | Frafjord 8 | (16 – 11)   | Pielesz 7            | Trondheim Nézőszám: 700 Játékvezetők: Leyder, Jung (luxemburgiak) |
| 2010. február 14. 17:00 | 2× 3×      | Jegyzőkönyv | 4× 3×                | Trondheim Nézőszám: 700 Játékvezetők: Leyder, Jung (luxemburgiak) |

| 2010. február 6. 17:30 | Üsküdar B. S. K.  | 24 – 27     | HC Naisa-Nis           | Isztambul Nézőszám: 1000 Játékvezetők: Crnojević, Radić (horvátok) |
| 2010. február 6. 17:30 | Amorim, Carbune 6 | (13 – 15)   | Tošković, Turanjanin 5 | Isztambul Nézőszám: 1000 Játékvezetők: Crnojević, Radić (horvátok) |
| 2010. február 6. 17:30 | 8× 2×             | Jegyzőkönyv | 4× 3× 1×               | Isztambul Nézőszám: 1000 Játékvezetők: Crnojević, Radić (horvátok) |

| 2010. február 13. 18:30 | HC Naisa-Nis                                | 16 – 19     | Üsküdar B. S. K.     | Niš Nézőszám: 2000 Játékvezetők: Dimkova, Lyubenova (bolgárok) |
| 2010. február 13. 18:30 | Cošić, Koperec, Rogan, Stoiljković, Tašić 3 | (8 – 13)    | Tankaskaya, Yilmaz 5 | Niš Nézőszám: 2000 Játékvezetők: Dimkova, Lyubenova (bolgárok) |
| 2010. február 13. 18:30 | 1× 2×                                       | Jegyzőkönyv | 3× 3×                | Niš Nézőszám: 2000 Játékvezetők: Dimkova, Lyubenova (bolgárok) |

## Negyeddöntők
| 1. csapat          | Össz.       | 2. csapat          | 1. mérk. | 2. mérk. |
| ------------------ | ----------- | ------------------ | -------- | -------- |
| HC Naisa-Nis       | 54–69       | VfL Oldenburg      | 23–31    | 31–38    |
| Storhamar Handball | 48–57       | Budućnost T-Mobile | 28–22    | 20–35    |
| KIF Vejen          | 52–49       | Zvezda Zvenigorod  | 24–23    | 28–26    |
| Byasen HE          | 51–51 (ig.) | Metz Handball      | 31–27    | 20–24    |

| 2010. március 13. 18:30 | HC Naisa-Nis            | 23 – 31     | VfL Oldenburg | Niš Nézőszám: 3000 Játékvezetők: Gökmen, Gök (törökök) |
| 2010. március 13. 18:30 | Stoijlković, Tošković 6 | (11 – 15)   | Wenzl 8       | Niš Nézőszám: 3000 Játékvezetők: Gökmen, Gök (törökök) |
| 2010. március 13. 18:30 | 4× 3×                   | Jegyzőkönyv | 3× 2×         | Niš Nézőszám: 3000 Játékvezetők: Gökmen, Gök (törökök) |

| 2010. március 21. 16:00 | VfL Oldenburg | 38 – 31     | HC Naisa-Nis  | Oldenburg Nézőszám: 1200 Játékvezetők: Guseva, Vartanyan (oroszok) |
| 2010. március 21. 16:00 | Wenzl 10      | (22 – 18)   | Stoijlković 9 | Oldenburg Nézőszám: 1200 Játékvezetők: Guseva, Vartanyan (oroszok) |
| 2010. március 21. 16:00 | 2× 3×         | Jegyzőkönyv | 4× 2×         | Oldenburg Nézőszám: 1200 Játékvezetők: Guseva, Vartanyan (oroszok) |

| 2010. március 14. 17:00 | Storhamar Handball | 28 – 22     | Budućnost T-Mobile | Hamar Nézőszám: 700 Játékvezetők: Van de Beek, Egberts (hollandok) |
| 2010. március 14. 17:00 | Loke, Riegelhuth 6 | (12 – 13)   | Bulatović 5        | Hamar Nézőszám: 700 Játékvezetők: Van de Beek, Egberts (hollandok) |
| 2010. március 14. 17:00 | 4× 3×              | Jegyzőkönyv | 7× 3× 1×           | Hamar Nézőszám: 700 Játékvezetők: Van de Beek, Egberts (hollandok) |

| 2010. március 20. 18:00 | Budućnost T-Mobile    | 35 – 20     | Storhamar Handball | Podgorica Nézőszám: 3500 Játékvezetők: Bashev, Dobrev (bolgárok) |
| 2010. március 20. 18:00 | Bulatović, Pečevska 7 | (20 – 9)    | Riegelhuth 7       | Podgorica Nézőszám: 3500 Játékvezetők: Bashev, Dobrev (bolgárok) |
| 2010. március 20. 18:00 | 7× 3×                 | Jegyzőkönyv | 5× 2× 1×           | Podgorica Nézőszám: 3500 Játékvezetők: Bashev, Dobrev (bolgárok) |

| 2010. március 13. 14:15 | KIF Vejen     | 24 – 23     | Zvezda Zvenigorod               | Kolding Nézőszám: 1600 Játékvezetők: Pandzić, Mosorinski (szerbek) |
| 2010. március 13. 14:15 | Arslanagić 11 | (12 – 9)    | Dmitrieva, Polenova, Postnova 5 | Kolding Nézőszám: 1600 Játékvezetők: Pandzić, Mosorinski (szerbek) |
| 2010. március 13. 14:15 | 4× 3×         | Jegyzőkönyv | 4× 3× 1×                        | Kolding Nézőszám: 1600 Játékvezetők: Pandzić, Mosorinski (szerbek) |

| 2010. március 20. 17:00 | Zvezda Zvenigorod | 26 – 28     | KIF Vejen           | Zvenyigorod Nézőszám: 1000 Játékvezetők: Ștark, Ștefan (románok) |
| 2010. március 20. 17:00 | Polenova 5        | (13 – 16)   | Svalastog, Visser 6 | Zvenyigorod Nézőszám: 1000 Játékvezetők: Ștark, Ștefan (románok) |
| 2010. március 20. 17:00 | 2×                | Jegyzőkönyv | 4× 3× 1×            | Zvenyigorod Nézőszám: 1000 Játékvezetők: Ștark, Ștefan (románok) |

| 2010. március 14. 18:00 | Byasen HE | 31 – 27     | Metz Handball | Trondheim Nézőszám: 600 Játékvezetők: Mykolaitis, Sniurevicius (litvánok) |
| 2010. március 14. 18:00 | Svestad 7 | (14 – 16)   | Kysucanova 6  | Trondheim Nézőszám: 600 Játékvezetők: Mykolaitis, Sniurevicius (litvánok) |
| 2010. március 14. 18:00 | 3× 2×     | Jegyzőkönyv | 3× 3×         | Trondheim Nézőszám: 600 Játékvezetők: Mykolaitis, Sniurevicius (litvánok) |

| 2010. március 20. 20:00 | Metz Handball        | 24 – 20     | Byasen HE  | Metz Nézőszám: 3900 Játékvezetők: Andorka, Hucker (magyarok) |
| 2010. március 20. 20:00 | Ognjenović, Pineau 5 | (13 – 9)    | Zamorska 5 | Metz Nézőszám: 3900 Játékvezetők: Andorka, Hucker (magyarok) |
| 2010. március 20. 20:00 | 1× 3×                | Jegyzőkönyv | 2× 2×      | Metz Nézőszám: 3900 Játékvezetők: Andorka, Hucker (magyarok) |

## Elődöntők
| 1. csapat          | Össz. | 2. csapat     | 1. mérk. | 2. mérk. |
| ------------------ | ----- | ------------- | -------- | -------- |
| VfL Oldenburg      | 42–47 | KIF Vejen     | 17–25    | 25–22    |
| Budućnost T-Mobile | 56–48 | Metz Handball | 28–21    | 28–27    |

| 2010. április 11. 16:00 | VfL Oldenburg | 17 – 25     | KIF Vejen    | Oldenburg Nézőszám: 1200 Játékvezetők: Solodko, Solodko (lengyelek) |
| 2010. április 11. 16:00 | Geschke 6     | (7 – 13)    | Arslanagić 7 | Oldenburg Nézőszám: 1200 Játékvezetők: Solodko, Solodko (lengyelek) |
| 2010. április 11. 16:00 | 3×            | Jegyzőkönyv | 2× 3×        | Oldenburg Nézőszám: 1200 Játékvezetők: Solodko, Solodko (lengyelek) |

| 2010. április 17. 16:15 | KIF Vejen    | 22 – 25     | VfL Oldenburg | Kolding Nézőszám: 1200 Játékvezetők: Meyer, Stalder (svájciak) |
| 2010. április 17. 16:15 | Arslanagić 6 | (12 – 12)   | Geschke 8     | Kolding Nézőszám: 1200 Játékvezetők: Meyer, Stalder (svájciak) |
| 2010. április 17. 16:15 | 2× 4×        | Jegyzőkönyv | 1× 3×         | Kolding Nézőszám: 1200 Játékvezetők: Meyer, Stalder (svájciak) |

| 2010. április 11. 20:00 | Budućnost T-Mobile | 28 – 21     | Metz Handball | Podgorica Nézőszám: 4800 Játékvezetők: Cirligeanu, Bejinariu (románok) |
| 2010. április 11. 20:00 | Jovanović 9        | (15 – 11)   | Ognjenović 6  | Podgorica Nézőszám: 4800 Játékvezetők: Cirligeanu, Bejinariu (románok) |
| 2010. április 11. 20:00 | 6× 3×              | Jegyzőkönyv | 2× 3×         | Podgorica Nézőszám: 4800 Játékvezetők: Cirligeanu, Bejinariu (románok) |

| 2010. április 17. 20:00 | Metz Handball | 27 – 28     | Budućnost T-Mobile | Metz Nézőszám: 4500 Játékvezetők: Fleisch, Rieber (németek) |
| 2010. április 17. 20:00 | Kysucanova 6  | (13 – 10)   | Bulatović 7        | Metz Nézőszám: 4500 Játékvezetők: Fleisch, Rieber (németek) |
| 2010. április 17. 20:00 | 4× 3× 1×      | Jegyzőkönyv | 4× 2×              | Metz Nézőszám: 4500 Játékvezetők: Fleisch, Rieber (németek) |

## Döntő
| 1. csapat | Össz. | 2. csapat          | 1. mérk. | 2. mérk. |
| --------- | ----- | ------------------ | -------- | -------- |
| KIF Vejen | 36–41 | Budućnost T-Mobile | 20–23    | 16–18    |

| 2010. május 5. 21:55 | KIF Vejen                        | 20 – 23     | Budućnost T-Mobile | Kolding Nézőszám: 2000 Játékvezetők: Leandersson, Lindroos (finnek) |
| 2010. május 5. 21:55 | Arslanagić, Binger, Björndalen 4 | (8 – 12)    | Bulatović 8        | Kolding Nézőszám: 2000 Játékvezetők: Leandersson, Lindroos (finnek) |
| 2010. május 5. 21:55 | 2× 3×                            | Jegyzőkönyv | 6× 3×              | Kolding Nézőszám: 2000 Játékvezetők: Leandersson, Lindroos (finnek) |

| 2010. május 16. 20:00 | Budućnost T-Mobile | 18 – 16     | KIF Vejen    | Podgorica Nézőszám: 4000 Játékvezetők: Mazeika, Gatelis (litvánok) |
| 2010. május 16. 20:00 | Jovanović 6        | (9 – 8)     | Arslanagić 7 | Podgorica Nézőszám: 4000 Játékvezetők: Mazeika, Gatelis (litvánok) |
| 2010. május 16. 20:00 | 3× 2×              | Jegyzőkönyv | 4× 3×        | Podgorica Nézőszám: 4000 Játékvezetők: Mazeika, Gatelis (litvánok) |

## Győztes
| A 2009–2010-es női kézilabda kupagyőztesek Európa-kupája győztese |
| ----------------------------------------------------------------- |
| ŽRK Budućnost Podgorica 3. cím                                    |